# Bulk l'invincible
Pour plus de détails, voir Fiche technique et Distribution.
Bulk l'invincible (The Amazing Bulk) est un film américain de super-héros sorti en 2012 directement sur DVD, réalisé par Lewis Schoenbrun. Considérés comme un mockbuster du film The Incredible Hulk de Marvel Studios, les paramètres et les visuels du film sont presque entièrement des images de synthèse achetées sur divers sites Web.

## Fiche technique
- Titre original : The Amazing Bulk
- Titre français : Bulk l'invincible
- Réalisateur : Lewis Schoenbrun
- Scénario : Keith Schaffner
- Société de production : Laybl Productions
- Société de distribution : Tomcat films (USA et Canada), BZZ Vidéo (France)
- Budget : 14 000 $

## Distribution
- Jordan Lawson : Henry Howard
- Shevaun Kastl : Hannah Darwin
- Terence Lording : général Darwin
- Randal Malone : Dr. Werner von Kantlove
- Juliette Angeli : Lolita Kantlove
- Jed Rowen : détective Ray Garton
- Deirdre V. Lyons : détective Lisa Tuttle

## Production
Le réalisateur Lewis Schoenbrun recherchait des images générées par ordinateur pour la production d'un mockbuster d'horreur à petit budget de Spider-Man, mettant en vedette une protagoniste féminine. En discutant avec un producteur de l'idée de faire un film de bande dessinée avec de grandes quantités d'images sur fond vert, il a plutôt décidé de créer une parodie du personnage de Hulk. Schoenbrun a déclaré qu'il n'avait jamais eu initialement l'intention de faire un mauvais film, mais a rétroactivement considéré le film comme une parodie. Beaucoup de personnages ont des ressemblances flagrantes avec les personnages de Marvel Comics associés au mythe de Hulk tels que Henry Howard avec Bruce Banner, le général Darwin avec le général Ross et Bulk avec Hulk.
La rédaction du scénario du film a été achevée en quatre mois, tandis que la recherche de tous les éléments CGI, ainsi que la création de story-boards, n'ont pris que six mois. Tous les paramètres et transitions du film, ainsi qu'une grande partie de ses images, sont tirés de nombreux sites Web, y compris eBay, Digital Juice, Inc. et TurboSquid.
Le film a été financé par le réalisateur Schoenbrun lui-même. Le tournage du film, qui a coûté 6 000 $, s'est déroulé sur une période de cinq jours. Le film entier a été tourné en studio californien sur fond vert. Le mixage audio a coûté 3 000 $, la correction des couleurs a coûté 1 000 $. Les 4 000 $ restant sont répartis entre les logiciels, les images CGI et le compositeur du film. La bande originale du film, composée par Mark Daniel Dunnett, inclut de la musique classique, notamment Beethoven, Strauss et Tchaikovsky.
En tant que fan du réalisateur Stanley Kubrick, Schoenbrun a ajouté de nombreuses références à ses œuvres tout au long du film, y compris une scène de satellites dans l'espace rappelant 2001, l'Odyssée de l'espace. Les noms du Dr. Werner von Kantlove et de son assistante Lolita font également allusion aux films de Kubrick Docteur Folamour et Lolita.

## Réception
Le film a été initialement publié sur DVD le 17 avril 2012 par Tomcat Films. Le film fut épuisé puis réédité le 19 mai 2015 par le label indépendant Wild Eye Releasing[réf. nécessaire]. En France, le DVD est sorti en 2017 chez BZZ Vidéo, assorti de la mention "le pire film de l'histoire du cinéma".
Le film a reçu des critiques globalement négatives, ciblant son jeu d'acteur, son montage, la logique de l'intrigue, ses effets visuels et sa réalisation. Un rédacteur du site Web Horror Society l'a trouvé absurde et incompréhensible, affirmant que « la façon dont le film a été tourné rend tout à fait impossible de le suivre comme un film devrait être suivi ». Le critique de cinéma Rob Rector a critiqué la paresse apparente des cinéastes, déclarant qu'il semble qu'ils « sont tombés sur un tas de cliparts gratuits sur Internet et ont décidé de les tisser ensemble comme toile de fond du film ». James DePaolo du site Web WickedChannel l'a surnommé « La salle des films de super-héros » et a écrit que « c'est probablement l'un des meilleurs pires films jamais réalisés ».
En réponse aux critiques, le réalisateur Schoenbrun a déclaré que le film devait plutôt être ressenti comme Mary Poppins, Qui veut la peau de Roger Rabbit et Speed Racer et que la plupart des critiques « ne comprennent tout simplement pas le concept de personnes réelles dans un monde de bande dessinée ». Il a également répondu à une vidéo critiquant le film réalisé par le YouTuber I Hate Everything, disant au créateur « J'accueille tous les commentaires, bons et mauvais ! » et que ses critiques « donnent aux films indépendants une visibilité dont ils ont désespérément besoin ». I Hate Everything a répondu en remerciant Schoenbrun d'avoir été aussi classe.